# Daisy Ridley
Daisy Jazz Isobel Ridley (* 10. dubna 1992 Londýn) je anglická herečka, která ztvárnila hlavní roli Rey v sequelové trilogii Star Wars, v jejímž rámci byly k roku 2019 natočeny snímky Star Wars: Síla se probouzí (2015) a Star Wars: Poslední z Jediů (2017) a Star Wars: Vzestup Skywalkera (2019). Postavu Mary Debenhamové si zahrála v adaptaci detektivního románu Agathy Christie Vražda v Orient expresu (2017).

## Rané dětství
Daisy Jazz Isobel Ridley se narodila 10. dubna 1992 v londýnském Westminsteru, a vyrostla v Maida Vale, jako nejmladší ze tří sester v rodině bankéřky Louise Fawknerové-Corbettové a fotografa Chrise Ridleyho. Její prastrýc byl herec a dramatik Arnold Ridley, který hrál roli vojína Godfreyho v sitcomu Dad's Army. Studovala na nezávislé škole Tring Park School for the Performing Arts v Hertfordshire, kterou ukončila v roce 2010.

## Herecká kariéra

### Začátky
Daisy Ridley se objevila v televizních seriálech Youngers, Silent Witness, Pan Selfridge a Casualty. Také si zahrála v krátkém snímku Blue Season, který byl uveden na Sci-Fi-London, 48hodinové filmové soutěži. Hlavní roli ztvárnila ve třetím filmu o Lifesaver, interaktivním projektu, jenž byl nominován na cenu BAFTA. Objevila se v hudebním videu pro Wileyho píseň „Lights On“.

### Star Wars
V dubnu 2014 bylo oznámeno, že bude hrát roli Rey, jednu z hlavních postav v Star Wars: Síla se probouzí. Pro sequelovou trilogii byla vybrána v únoru 2014. Její obsazení bylo přijímáno jako krok, kterým chtěl režisér J. J. Abrams zopakovat obsazení relativně neznámých herců do hlavních rolí, stejně jako to udělal George Lucas v prvním Star Wars filmu v roce 1977. V době jejího obsazení byla, podle magazínu Rolling Stone, „zcela neznámá“, a podle magazínu Inc., neměla životopis na portálu IMDb ani článek na Wikipedii, pouze několik set sledujících na Instagramu. V říjnu 2015 se objevila na zahajovací sérii poštovních známek se Star Wars, které vydala britská poštovní služba Royal Mail, kde se objevila se svou postavou Rey na známce společně s droidem BB-8. Brian Viner z The Daily Mail záhy po zhlédnutí filmu označil Daisy Ridley „za opravdovou hvězdu této show“ a dodal, že její herecký výkon v roli Rey by měl „vystřelit její kariéru až na oběžnou dráhu“. Následně si zahrála ve druhé části trilogie Star Wars: Poslední z Jediů, jejíž premiéra proběhla v roce 2017.

### Další herecká dráha
V srpnu 2015 bylo ohlášeno, že by měla nadabovat hlavní roli Taeko animovaného filmu z roku 1991 Vzpomínky jako kapky deště, který byl uveden v roce 2016.
V březnu 2019 by měl mít premiéru film natočený dle knížky Hlas nože, prvního dílu Trilogie Chaos; v hlavní roli obsadí Violu Eade.

## Filmografie

### Celovečerní filmy
| Rok  | Název                          | Role                     | Poznámky               |
| ---- | ------------------------------ | ------------------------ | ---------------------- |
| 2015 | Scrawl                         | Hannah                   |                        |
| 2015 | Star Wars: Síla se probouzí    | Rey                      |                        |
| 2016 | Vzpomínky jako kapky deště     | Taeko Okajima (hlas)     | anglický dabing        |
| 2017 | Star Wars: Poslední z Jediů    | Rey                      |                        |
| 2017 | Vražda v Orient expresu        | Mary Debenham            |                        |
| 2018 | Králíček Petr                  | Bambulka (hlas)          |                        |
| 2018 | Ofélie                         | Ophelia                  |                        |
| 2019 | Star Wars: Vzestup Skywalkera  | Rey                      |                        |
| 2020 | Chaos Walking                  | Viola Eade               |                        |
| 2020 | Králíček Petr bere do zaječích | Bambulka (hlas)          |                        |
| 2022 | V bublině                      | Kate                     | cameo                  |
| 2023 | Dcera divočiny                 | Helena Pelletier         |                        |
| 2023 | Občas myslím na smrt           | Fran                     | také producentka       |
| 2023 | Vynálezce                      | Markéta Navarrská (hlas) |                        |
| 2024 | Dívka a moře                   | Gertrude Ederle          | také výkonná prodentka |

### Televize
| Rok       | Název                 | Role             | Poznámky                                         |
| --------- | --------------------- | ---------------- | ------------------------------------------------ |
| 2013      | Casualty              | Fran Bedingfield | díl: „And the Walls Come Tumbling Down“          |
| 2013      | Youngers              | Jessie           | díl: „A to B and the Apology“                    |
| 2013      | Toast of London       | Charlotte        | díl: „Vanity Project“                            |
| 2014      | Tichý svědek          | Hannah Kennedy   | 2 díly                                           |
| 2014      | Pan Selfridge         | Roxy Starlet     | 8. díl 2. řady                                   |
| 2015      | Saturday Night Live   | sama sebe        | díl: „Star Wars: The Force Awakens Screen Tests“ |
| 2017–2018 | Star Wars: Síly osudu | Rey              | dabing, 7 dílů                                   |

### Krátké filmy
| Rok  | Název         | Role  | Poznámky |
| ---- | ------------- | ----- | -------- |
| 2013 | Lifesaver     | Jo    |          |
| 2013 | Blue Season   | Sarah |          |
| 2013 | 100% BEEF     |       |          |
| 2013 | Crossed Wires |       |          |

### Hudební video
| Rok  | Umělec | Název       | Role |
| ---- | ------ | ----------- | ---- |
| 2013 | Wiley  | „Lights On“ | Kim  |

### Videohry
| Rok  | Název                             | Role       | Poznámky                          |
| ---- | --------------------------------- | ---------- | --------------------------------- |
| 2015 | Disney Infinity 3.0               | Rey (hlas) | Star Wars: The Force Awakens sada |
| 2016 | Lego Star Wars: The Force Awakens | Rey (hlas) |                                   |
| 2017 | Star Wars Battlefront II          | Rey (hlas) |                                   |